# Sint-Jansbasiliek (Laren)
De Basiliek van de heilige Johannes de Doper of Sint-Jansbasiliek is een basiliek in Laren in Het Gooi.
Het neogotische gebouw werd ontworpen door Wolter te Riele en dateert uit 1924. In 1937 werden in het priesterkoor, ter gelegenheid van het zilveren priesterjubileum van pastoor Hendriks, zeven glas-in-loodramen geplaatst van Han Bijvoet. Vijf daarvan tonen voorstellingen uit het leven van Johannes de Doper.
Op dezelfde plek stond tussen 1845 en 1923 een kleinere Waterstaatkerk (niet te verwarren met de nog bestaande Kerk van Laren). De voormalige kerk die hier stond noemde men de oude Sint-Janskerk.
In 1937 verhief paus Pius XI de kerk tot basilica minor.

## Sint-Jansprocessie
Ieder jaar wordt op de zondag die het dichtste bij het feest van Johannes de Doper' geboorte (24 juni) valt de Sint-Jansprocessie gehouden naar het Sint Janskerkhof.

## Wapen
Aan de basiliek werd op 8 juni 1993 een wapen verleend met de beschrijving: "Doorsneden; I in sabel, schuingekruist een conopeum van goud, waarvan het scherm gebaand van goud en keel, met volants van hetzelfde, om en om, en een tintannabulum van goud, waarin een klokje van zilver; II gedeeld; a in azuur , schuingekruist, een processiekruis en een omgekeerd zwaard, beide van goud; b in azuur een hoofdletter S van goud. Devies : ECCE AGNUS DEI in zwarte letters op een wit lint". Het zwaard en staf zijn de symbolen van de beschermheilige, daarnaast het wapen van Laren bovenin de symbolen voor basilieken.